# یانوش پارتی
یانوش پارتی (انگلیسی: János Parti; ۲۴ اکتبر ۱۹۳۲ – ۶ مارس ۱۹۹۹) قایقران کانو اهل مجارستان بود.
وی در مسابقات کشوری و بین‌المللی در مجموع برندهٔ ۲ مدال طلا، ۲ مدال نقره شده‌است.